# Giovanna Masciotta
Giovanna Masciotta (Lanzo Torinese, 2 de septiembre de 1942) es una deportista italiana que compitió en esgrima, especialista en la modalidad de florete. Ganó tres medallas de bronce en el Campeonato Mundial de Esgrima entre los años 1962 y 1965.

## Palmarés internacional
| Campeonato Mundial | Campeonato Mundial       | Campeonato Mundial | Campeonato Mundial  |
| Año                | Lugar                    | Medalla            | Prueba              |
| ------------------ | ------------------------ | ------------------ | ------------------- |
| 1962               | Buenos Aires (Argentina) | Medalla de bronce  | Florete por equipos |
| 1963               | Danzig (Polonia)         | Medalla de bronce  | Florete por equipos |
| 1965               | París (Francia)          | Medalla de bronce  | Florete por equipos |